# Yudh
Yudh è un film del 1985 diretto da Rajiv Rai.

## Trama
Rapiti quando erano molto giovani, due fratelli gemelli sono cresciuti separati dalla loro madre. Uno è stato allevato dal criminale ed industriale Gama Matten alias Chinoy e l'altro lavora per il governo come Procuratore.

## Colonna sonora
Musiche di Kalyanji Anandji.
1. Lata Mangeshkar – Yeh Hai Mujre Ki Raat Aakhiri
2. Sadhana Sargam, Amit Kumar, Shailendra Singh – Doston Tum Sabko
3. Amit Kumar, Asha Bhosle – Kya Hua Kya Nahi
4. Asha Bhosle, Mahendra Kapoor – Main Kya Aise Pyar Karoongi
5. Alka Yagnik, Amit Kumar – Yudh Kar
6. Kishore Kumar – Zindagi E Zindagi
7. Amit Kumar – Yudh Kar (Sad)